# مديرية ظليمة حبور

تعديل مصدري - تعديل

مديرية ظليمة حبور إحدى مديريات محافظة عمران في اليمن. بلغ عدد سكانها 39334 نسمة عام 2004. تضم أربع عزل. مركزها مدينة حبور.

موقع مديرية ظليمة حبور في محافظة عمران